# Liste der Nummer-eins-Hits in Deutschland (2022)
Dies ist eine Liste der Nummer-eins-Hits in Deutschland im Jahr 2022. Die Single- und Albumcharts werden von GfK Entertainment wöchentlich zusammengestellt. Sie berücksichtigen den Verkauf von Tonträgern und Downloads sowie bezahltes Streaming.

## Singles
| ← 2021 ← | Liste der Nummer-eins-Hits in Deutschland | Liste der Nummer-eins-Hits in Deutschland | Liste der Nummer-eins-Hits in Deutschland | 2023 → |
| \| Zeitraum \| Wo. ges. \| Interpret \| Titel Autor(en) \| Zusätzliche Informationen \| \| (Zeitraum, Wochen auf Platz eins, Interpret, Titel, Autor[en], zusätzliche Informationen) \| \| \| \| \| \| ----------------------------------------------------------------------------------------- \| -------- \| ------------------------- \| -------------------------------------------------------------------------------------------------------------------------------------------------------------------------- \| -------------------------------------------------------------------------------------------------------------------------------------------------------------------------------------------------------------------------------------------------------------------------------------------------------------------------------------------------------------------------------------------------------------------------------------------------------------------------------------------------------------------------------------------------------------------------------------------------------------------------------------------------------------------------------------------------------------------- \| \| 24. Dezember 2021 – 6. Januar 2022 2 Wochen (insgesamt 4) \| 4 \| Wham! \| Last Christmas George Michael \| Zum ersten Mal seit Veröffentlichung des Liedes im Jahr 1984 und nach bereits 157 zurückgelegten Wochen in den deutschen Charts, wodurch das Lied seit 2017 den erfolgreichsten „Dauerbrenner“ in den deutschen Singlecharts darstellt, gelingt es dem alljährlichen Weihnachtsklassiker zum ersten Mal, die Spitze der deutschen Singlecharts zu erobern. Das Pop-Duo Wham! um den verstorbenen Leadsänger George Michael erreicht damit das erste Mal die Spitze der deutschen Singlecharts. Michael steht weiterhin zum ersten Mal überhaupt, ob als Mitglied bei Wham!, Solokünstler oder Autor, an der Spitze der deutschen Singlecharts. Gleichzeitig wird All I Want for Christmas Is You vom Thron gestoßen. \| \| 7. Januar 2022 – 20. Januar 2022 2 Wochen (insgesamt 8) \| 8 \| Gayle \| Abcdefu Sara Elizabeth Davis, David Bruce Pittenger, Taylor Gayle Rutherfurd \| Zwei Monate nach ihrem Chartdebüt mit Abcdefu gelingt der 17-jährigen US-Amerikanerin das erste Mal der Sprung an die Spitze der deutschen Singlecharts. \| \| 21. Januar 2022 – 27. Januar 2022 1 Woche (insgesamt 2) \| 2 \| Kummer feat. Fred Rabe \| Der letzte Song (Alles wird gut) Flo August, Steffen Israel, Patrick Denis Kowalewski, Felix Kummer, Karl Schumann \| – \| \| 28. Januar 2022 – 10. März 2022 6 Wochen (insgesamt 8) \| 8 \| Gayle \| Abcdefu Sara Elizabeth Davis, David Bruce Pittenger, Taylor Gayle Rutherfurd \| – \| \| 11. März 2022 – 17. März 2022 1 Woche (insgesamt 4) \| 4 \| Miksu/Macloud & T-Low \| Sehnsucht Barsky, Laurin Auth, Joshua Allery, Sizzy, Thilo Panje \| Während Rapper T-Low seine erste Nummer-eins-Platzierung erzielt, ist es für das Produzenten-Duo Miksu & Macloud als Interpreten das zweite Mal an der Spitze der deutschen Singlecharts. Als Autoren stehen sie bereits zum neunten Mal auf Platz eins. \| \| 18. März 2022 – 24. März 2022 1 Woche \| 1 \| Rammstein \| Zeit Richard Kruspe, Paul Landers, Till Lindemann, Christian Lorenz, Oliver Riedel, Christoph Schneider \| Mit der ersten Single ihres gleichnamigen Albums erreicht die Band bereits zum dritten Mal die Spitze der deutschen Singlecharts. \| \| 25. März 2022 – 14. April 2022 3 Wochen (insgesamt 4) \| 4 \| Miksu/Macloud & T-Low \| Sehnsucht Barsky, Laurin Auth, Joshua Allery, Sizzy, Thilo Panje \| – \| \| 15. April 2022 – 21. April 2022 1 Woche \| 1 \| Rammstein \| Zick Zack Richard Kruspe, Paul Landers, Till Lindemann, Christian Lorenz, Oliver Riedel, Christoph Schneider \| Nur drei Wochen nach ihrem letzten Nummer-eins-Erfolg steht die Band auch mit der zweiten Singleauskopplung aus dem Album Zeit an der Spitze der deutschen Singlecharts. Für die Musiker ist es die vierte Nummer-eins-Platzierung. \| \| 22. April 2022 – 28. April 2022 1 Woche \| 1 \| Harry Styles \| As It Was Harry Styles, Thomas Hull, Tyler Johnson \| Mit der ersten Veröffentlichung seines bevorstehenden dritten Studioalbums belegt der Brite zum ersten Mal Platz eins in den deutschen Singlecharts. Zugleich ist es sein erster Top-10-Erfolg in Deutschland überhaupt. \| \| 29. April 2022 – 5. Mai 2022 1 Woche \| 1 \| T-Low & Miksu/Macloud \| We Made It Joshua Allery, Laurin Auth, Barsky, Thilo Panje, Dominik Patrzek, Sizzy \| Nur wenige Wochen nach ihrem mehrwöchigen Nummer-eins-Erfolg Sehnsucht schafft es das Trio mit der Folgesingle wiederholt auf Platz eins der deutschen Singlecharts. Für T-Low ist es die zweite Nummer-eins-Platzierung, für Miksu und Macloud die dritte als Interpreten, als Autoren bereits die zehnte. \| \| 6. Mai 2022 – 16. Juni 2022 6 Wochen \| 6 \| Luciano \| Beautiful Girl Gennaro Frenken, Patrick Großmann, Dennis Atuahene Opoku \| Nach drei Nummer-eins-Singles als Gastmusiker erreicht der Rapper zum ersten Mal als Solokünstler die Spitze der deutschen Singlecharts. \| \| 17. Juni 2022 – 23. Juni 2022 1 Woche \| 1 \| Domiziana \| Ohne Benzin Domiziana Gibbels, Jan Paul Olthoff \| Die Newcomerin erreicht mit ihrer Debütsingle nach nur einem Monat Platz eins der deutschen Singlecharts. \| \| 24. Juni 2022 – 25. August 2022 9 Wochen \| 9 \| DJ Robin & Schürze \| Layla Robin Leutner, Michael Müller \| Nur wenige Wochen nach dem erstmaligen Charteinstieg gelingt dem Song über die Puffmutter eines Bordells der Sprung an die Spitze der deutschen Singlecharts. Der Hit ist der erste Platz eins für ein Ballermann-Lied in der Chart-Geschichte in Deutschland und wurde sehr kontrovers aufgenommen, es gab zahlreiche Reaktionen aus Politik und Kultur. \| \| 26. August 2022 – 8. September 2022 2 Wochen (insgesamt 4) \| 4 \| Nina Chuba \| Wildberry Lillet Wanja Bierbaum, Justin Fröhlich, Yannick Johannknecht, Nina Katrin Kaiser \| Mit ihrem erst zweiten Charteinstieg überhaupt und nur zwei Wochen nach Veröffentlichung erreicht die Künstlerin ihre erste Nummer-eins-Platzierung in den deutschen Singlecharts. \| \| 9. September 2022 – 15. September 2022 1 Woche \| 1 \| Makko & Miksu/Macloud \| Nachts wach Joshua Allery, Timothy Auld, Laurin Auth, Christoph Makowski, Matthäus Mendo Campoverde, Jonas Michel, Dominik Patrzek, Christopher Plowman, Benedikt Schöller \| Wenige Monate nach ihren Nummer-eins-Erfolgen Sehnsucht und We Made It schafft es das Produzentenduo Miksu und Macloud erneut auf Platz eins der deutschen Singlecharts. Für die beiden ist es die vierte Nummer-eins-Platzierung als Interpreten und die elfte als Autoren. Makko erreicht zum ersten Mal die Spitze der Charts. \| \| 16. September 2022 – 29. September 2022 2 Wochen (insgesamt 4) \| 4 \| Nina Chuba \| Wildberry Lillet Wanja Bierbaum, Justin Fröhlich, Yannick Johannknecht, Nina Katrin Kaiser \| – \| \| 30. September 2022 – 6. Oktober 2022 1 Woche (insgesamt 3) \| 3 \| Luciano feat. Aitch & Bia \| Bamba Harrison Armstrong, Gennaro Frenken, Patrick Großmann, Bianca Miquela Landrau, Dennis Atuahene Opoku \| Wenige Monate nach seinem ersten mehrwöchigen Nummer-eins-Erfolg mit Beautiful Girl schafft es Luciano erneut an die Spitze der deutschen Singlecharts. Insgesamt erreicht er seine fünfte Nummer-eins-Platzierung. Der britische Rapper Aitch und die US-amerikanische Rapperin Bia sind nicht nur zum ersten Mal überhaupt in den deutschen Charts vertreten, sondern platzieren sich direkt auf Platz eins. \| \| 7. Oktober 2022 – 13. Oktober 2022 1 Woche \| 1 \| Twenty4tim \| Gönn dir El B, Jan Phillip Bednorz, Orry Jackson, Tim Kampmann, Katharina Löwel \| Einige Monate nach seinem ersten Charterfolg erreicht der Influencer mit seiner zweiten Single zum ersten Mal die Spitze der deutschen Singlecharts. Jan Phillip Bednorz und Katharina Löwel erreichten als Autoren je ihre zweite Nummer-eins-Platzierung. \| \| 14. Oktober 2022 – 27. Oktober 2022 2 Wochen (insgesamt 3) \| 3 \| Luciano feat. Aitch & Bia \| Bamba Harrison Armstrong, Gennaro Frenken, Patrick Großmann, Bianca Miquela Landrau, Dennis Atuahene Opoku \| – \| \| 28. Oktober 2022 – 1. Dezember 2022 5 Wochen \| 5 \| Peter Fox feat. Inéz \| Zukunft Pink Pierre Baigorry, David Conen, Torsten Schroth, Vincent Graf von Schlippenbach \| Mit seiner ersten Soloveröffentlichung seit 13 Jahren schafft es Fox als Interpret erstmals auf Platz eins der deutschen Singlecharts. Auch Inéz, Teil des Duos Ätna, erreicht ihre erste Nummer-eins-Platzierung. Baigorry (Fox) und das Produzentenduo The Krauts (Connen/Schlippenbach) landeten in ihrer Autorentätigkeit ihren zweiten Nummer-eins-Hit. \| \| 2. Dezember 2022 – 29. Dezember 2022 4 Wochen (insgesamt 21) \| 21 \| Mariah Carey \| All I Want for Christmas Is You Walter Afanasieff, Mariah Carey \| – \| \| 30. Dezember 2022 – 5. Januar 2023 1 Woche (insgesamt 4) \| 4 \| Wham! \| Last Christmas George Michael \| – \| |                                           |                                           | | |
| ← 2021 |                                           |                                           | | → 2023 → |
| Zeitraum | Wo. ges.                                  | Interpret                                 | Titel Autor(en) | Zusätzliche Informationen |
| (Zeitraum, Wochen auf Platz eins, Interpret, Titel, Autor[en], zusätzliche Informationen) |                                           |                                           | | |
| 24. Dezember 2021 – 6. Januar 2022 2 Wochen (insgesamt 4) | 4                                         | Wham!                                     | Last Christmas George Michael | Zum ersten Mal seit Veröffentlichung des Liedes im Jahr 1984 und nach bereits 157 zurückgelegten Wochen in den deutschen Charts, wodurch das Lied seit 2017 den erfolgreichsten „Dauerbrenner“ in den deutschen Singlecharts darstellt, gelingt es dem alljährlichen Weihnachtsklassiker zum ersten Mal, die Spitze der deutschen Singlecharts zu erobern. Das Pop-Duo Wham! um den verstorbenen Leadsänger George Michael erreicht damit das erste Mal die Spitze der deutschen Singlecharts. Michael steht weiterhin zum ersten Mal überhaupt, ob als Mitglied bei Wham!, Solokünstler oder Autor, an der Spitze der deutschen Singlecharts. Gleichzeitig wird All I Want for Christmas Is You vom Thron gestoßen. |
| 7. Januar 2022 – 20. Januar 2022 2 Wochen (insgesamt 8) | 8                                         | Gayle                                     | Abcdefu Sara Elizabeth Davis, David Bruce Pittenger, Taylor Gayle Rutherfurd                                                                                               | Zwei Monate nach ihrem Chartdebüt mit Abcdefu gelingt der 17-jährigen US-Amerikanerin das erste Mal der Sprung an die Spitze der deutschen Singlecharts. |
| 21. Januar 2022 – 27. Januar 2022 1 Woche (insgesamt 2) | 2                                         | Kummer feat. Fred Rabe                    | Der letzte Song (Alles wird gut) Flo August, Steffen Israel, Patrick Denis Kowalewski, Felix Kummer, Karl Schumann                                                         | – |
| 28. Januar 2022 – 10. März 2022 6 Wochen (insgesamt 8) | 8                                         | Gayle                                     | Abcdefu Sara Elizabeth Davis, David Bruce Pittenger, Taylor Gayle Rutherfurd                                                                                               | – |
| 11. März 2022 – 17. März 2022 1 Woche (insgesamt 4) | 4                                         | Miksu/Macloud & T-Low                     | Sehnsucht Barsky, Laurin Auth, Joshua Allery, Sizzy, Thilo Panje | Während Rapper T-Low seine erste Nummer-eins-Platzierung erzielt, ist es für das Produzenten-Duo Miksu & Macloud als Interpreten das zweite Mal an der Spitze der deutschen Singlecharts. Als Autoren stehen sie bereits zum neunten Mal auf Platz eins. |
| 18. März 2022 – 24. März 2022 1 Woche | 1                                         | Rammstein                                 | Zeit Richard Kruspe, Paul Landers, Till Lindemann, Christian Lorenz, Oliver Riedel, Christoph Schneider                                                                    | Mit der ersten Single ihres gleichnamigen Albums erreicht die Band bereits zum dritten Mal die Spitze der deutschen Singlecharts. |
| 25. März 2022 – 14. April 2022 3 Wochen (insgesamt 4) | 4                                         | Miksu/Macloud & T-Low                     | Sehnsucht Barsky, Laurin Auth, Joshua Allery, Sizzy, Thilo Panje | – |
| 15. April 2022 – 21. April 2022 1 Woche | 1                                         | Rammstein                                 | Zick Zack Richard Kruspe, Paul Landers, Till Lindemann, Christian Lorenz, Oliver Riedel, Christoph Schneider                                                               | Nur drei Wochen nach ihrem letzten Nummer-eins-Erfolg steht die Band auch mit der zweiten Singleauskopplung aus dem Album Zeit an der Spitze der deutschen Singlecharts. Für die Musiker ist es die vierte Nummer-eins-Platzierung. |
| 22. April 2022 – 28. April 2022 1 Woche | 1                                         | Harry Styles                              | As It Was Harry Styles, Thomas Hull, Tyler Johnson | Mit der ersten Veröffentlichung seines bevorstehenden dritten Studioalbums belegt der Brite zum ersten Mal Platz eins in den deutschen Singlecharts. Zugleich ist es sein erster Top-10-Erfolg in Deutschland überhaupt. |
| 29. April 2022 – 5. Mai 2022 1 Woche | 1                                         | T-Low & Miksu/Macloud                     | We Made It Joshua Allery, Laurin Auth, Barsky, Thilo Panje, Dominik Patrzek, Sizzy                                                                                         | Nur wenige Wochen nach ihrem mehrwöchigen Nummer-eins-Erfolg Sehnsucht schafft es das Trio mit der Folgesingle wiederholt auf Platz eins der deutschen Singlecharts. Für T-Low ist es die zweite Nummer-eins-Platzierung, für Miksu und Macloud die dritte als Interpreten, als Autoren bereits die zehnte. |
| 6. Mai 2022 – 16. Juni 2022 6 Wochen | 6                                         | Luciano                                   | Beautiful Girl Gennaro Frenken, Patrick Großmann, Dennis Atuahene Opoku | Nach drei Nummer-eins-Singles als Gastmusiker erreicht der Rapper zum ersten Mal als Solokünstler die Spitze der deutschen Singlecharts. |
| 17. Juni 2022 – 23. Juni 2022 1 Woche | 1                                         | Domiziana                                 | Ohne Benzin Domiziana Gibbels, Jan Paul Olthoff | Die Newcomerin erreicht mit ihrer Debütsingle nach nur einem Monat Platz eins der deutschen Singlecharts. |
| 24. Juni 2022 – 25. August 2022 9 Wochen | 9                                         | DJ Robin & Schürze                        | Layla Robin Leutner, Michael Müller | Nur wenige Wochen nach dem erstmaligen Charteinstieg gelingt dem Song über die Puffmutter eines Bordells der Sprung an die Spitze der deutschen Singlecharts. Der Hit ist der erste Platz eins für ein Ballermann-Lied in der Chart-Geschichte in Deutschland und wurde sehr kontrovers aufgenommen, es gab zahlreiche Reaktionen aus Politik und Kultur. |
| 26. August 2022 – 8. September 2022 2 Wochen (insgesamt 4) | 4                                         | Nina Chuba                                | Wildberry Lillet Wanja Bierbaum, Justin Fröhlich, Yannick Johannknecht, Nina Katrin Kaiser                                                                                 | Mit ihrem erst zweiten Charteinstieg überhaupt und nur zwei Wochen nach Veröffentlichung erreicht die Künstlerin ihre erste Nummer-eins-Platzierung in den deutschen Singlecharts. |
| 9. September 2022 – 15. September 2022 1 Woche | 1                                         | Makko & Miksu/Macloud                     | Nachts wach Joshua Allery, Timothy Auld, Laurin Auth, Christoph Makowski, Matthäus Mendo Campoverde, Jonas Michel, Dominik Patrzek, Christopher Plowman, Benedikt Schöller | Wenige Monate nach ihren Nummer-eins-Erfolgen Sehnsucht und We Made It schafft es das Produzentenduo Miksu und Macloud erneut auf Platz eins der deutschen Singlecharts. Für die beiden ist es die vierte Nummer-eins-Platzierung als Interpreten und die elfte als Autoren. Makko erreicht zum ersten Mal die Spitze der Charts. |
| 16. September 2022 – 29. September 2022 2 Wochen (insgesamt 4) | 4                                         | Nina Chuba                                | Wildberry Lillet Wanja Bierbaum, Justin Fröhlich, Yannick Johannknecht, Nina Katrin Kaiser                                                                                 | – |
| 30. September 2022 – 6. Oktober 2022 1 Woche (insgesamt 3) | 3                                         | Luciano feat. Aitch & Bia                 | Bamba Harrison Armstrong, Gennaro Frenken, Patrick Großmann, Bianca Miquela Landrau, Dennis Atuahene Opoku                                                                 | Wenige Monate nach seinem ersten mehrwöchigen Nummer-eins-Erfolg mit Beautiful Girl schafft es Luciano erneut an die Spitze der deutschen Singlecharts. Insgesamt erreicht er seine fünfte Nummer-eins-Platzierung. Der britische Rapper Aitch und die US-amerikanische Rapperin Bia sind nicht nur zum ersten Mal überhaupt in den deutschen Charts vertreten, sondern platzieren sich direkt auf Platz eins. |
| 7. Oktober 2022 – 13. Oktober 2022 1 Woche | 1                                         | Twenty4tim                                | Gönn dir El B, Jan Phillip Bednorz, Orry Jackson, Tim Kampmann, Katharina Löwel                                                                                            | Einige Monate nach seinem ersten Charterfolg erreicht der Influencer mit seiner zweiten Single zum ersten Mal die Spitze der deutschen Singlecharts. Jan Phillip Bednorz und Katharina Löwel erreichten als Autoren je ihre zweite Nummer-eins-Platzierung. |
| 14. Oktober 2022 – 27. Oktober 2022 2 Wochen (insgesamt 3) | 3                                         | Luciano feat. Aitch & Bia                 | Bamba Harrison Armstrong, Gennaro Frenken, Patrick Großmann, Bianca Miquela Landrau, Dennis Atuahene Opoku                                                                 | – |
| 28. Oktober 2022 – 1. Dezember 2022 5 Wochen | 5                                         | Peter Fox feat. Inéz                      | Zukunft Pink Pierre Baigorry, David Conen, Torsten Schroth, Vincent Graf von Schlippenbach                                                                                 | Mit seiner ersten Soloveröffentlichung seit 13 Jahren schafft es Fox als Interpret erstmals auf Platz eins der deutschen Singlecharts. Auch Inéz, Teil des Duos Ätna, erreicht ihre erste Nummer-eins-Platzierung. Baigorry (Fox) und das Produzentenduo The Krauts (Connen/Schlippenbach) landeten in ihrer Autorentätigkeit ihren zweiten Nummer-eins-Hit. |
| 2. Dezember 2022 – 29. Dezember 2022 4 Wochen (insgesamt 21) | 21                                        | Mariah Carey                              | All I Want for Christmas Is You Walter Afanasieff, Mariah Carey | – |
| 30. Dezember 2022 – 5. Januar 2023 1 Woche (insgesamt 4) | 4                                         | Wham!                                     | Last Christmas George Michael | – |

## Alben
| ← 2021 ← | Liste der Nummer-eins-Alben in Deutschland | Liste der Nummer-eins-Alben in Deutschland | Liste der Nummer-eins-Alben in Deutschland                  | 2023 → |
| \| Zeitraum \| Wo. ges. \| Interpret \| Titel \| Zusätzliche Informationen \| \| (Zeitraum, Wochen auf Platz eins, Interpret, Titel, zusätzliche Informationen) \| \| \| \| \| \| ------------------------------------------------------------------------------ \| --------- \| --------------------------------------- \| ----------------------------------------------------------- \| ------------------------------------------------------------------------------------------------------------------------------------------------------------------------------------------------------------------------------------------------------------------ \| \| 31. Dezember 2021 – 6. Januar 2022 1 Woche \| 1 \| Philipp Burger \| Kontrollierte Anarchie \| Der Frontmann der Band Frei.Wild steht zum ersten Mal als Solokünstler an der Spitze der deutschen Albumcharts. \| \| 7. Januar 2022 – 13. Januar 2022 1 Woche \| 1 \| Feuerschwanz \| Memento mori \| Die Mittelalter-Rock- und Metal-Band erreicht zum ersten Mal Platz eins der deutschen Albumcharts. \| \| 14. Januar 2022 – 20. Januar 2022 1 Woche \| 1 \| Daniela Alfinito \| Löwenmut \| Mit ihrem 10. Studioalbum erreicht die Sängerin zum vierten Mal in Folge und insgesamt die Spitze der deutschen Albumcharts. \| \| 21. Januar 2022 – 27. Januar 2022 1 Woche \| 1 \| Gzuz \| Große Freiheit \| Der Rapper erreicht seine dritte Nummer-eins-Platzierung als Solokünstler in den deutschen Albumcharts, es ist seine vierte insgesamt. \| \| 28. Januar 2022 – 3. Februar 2022 1 Woche \| 1 \| Billy Talent \| Crisis of Faith \| Die Band steht zum vierten Mal an der Spitze der deutschen Albumcharts. \| \| 4. Februar 2022 – 10. Februar 2022 1 Woche \| 1 \| Versengold \| Was kost die Welt \| Zuvor schaffte es die Bremer Band bereits auf Platz zwei, jedoch stehen sie nun zum ersten Mal an der Spitze der deutschen Albumcharts. \| \| 11. Februar 2022 – 17. Februar 2022 1 Woche \| 1 \| Berliner Philharmoniker & John Williams \| The Berlin Concert \| Die Zusammenarbeit zwischen dem Berliner Sinfonieorchester und dem legendären Filmkomponisten beschert beiden Parteien die erste Nummer-eins-Platzierung in den deutschen Albumcharts. \| \| 18. Februar 2022 – 24. Februar 2022 1 Woche \| 1 \| Katja Krasavice \| Pussy Power \| Die Künstlerin platziert sich zum dritten Mal an der Spitze der deutschen Albumcharts, was zuvor keiner anderen Rapperin gelang. Somit erreichten alle ihrer Alben Platz eins. \| \| 25. Februar 2022 – 3. März 2022 1 Woche \| 1 \| Finch \| Rummelbums \| Nachdem sich Finch, damals noch als Finch Asozial bekannt, bereits drei Mal mit Platz zwei der Albumcharts geschlagen geben musste, erreicht der Rapper nun mit seinem dritten Studioalbum das erste Mal die Spitze der deutschen Albumcharts. \| \| 4. März 2022 – 10. März 2022 1 Woche \| 1 \| Casper \| Alles war schön und nichts tat weh \| Mit seinem fünften Studioalbum lässt der Rapper auch die Scorpions mit Rock Believer hinter sich und belegt zum fünften Mal Platz eins der deutschen Albumcharts. \| \| 11. März 2022 – 17. März 2022 1 Woche \| 1 \| Sabaton \| The War to End All Wars \| Die schwedische Heavy-Metal-Band erreicht nach The Great War (2019) ihren zweiten Nummer-eins-Erfolg in Folge. \| \| 18. März 2022 – 24. März 2022 1 Woche \| 1 \| Ghost \| Impera \| Bereits in der zweiten Woche in Folge steht eine schwedische Heavy-Metal-Band an der Spitze der deutschen Albumcharts. Für Ghost ist es die erste Nummer-eins-Platzierung in Deutschland. \| \| 25. März 2022 – 31. März 2022 1 Woche \| 1 \| Edo Saiya \| Polar \| Mit seinem achten Studioalbum landet der Rapper zum ersten Mal an der Spitze der deutschen Albumcharts. \| \| 1. April 2022 – 7. April 2022 1 Woche \| 1 \| Placebo \| Never Let Me Go \| Mit ihrer ersten Veröffentlichung seit neun Jahren erreicht die britische Band zum zweiten Mal die Spitze der deutschen Albumcharts. \| \| 8. April 2022 – 14. April 2022 1 Woche \| 1 \| Red Hot Chili Peppers \| Unlimited Love \| Mit ihrem zwölften Studioalbum belegt die US-amerikanische Rockband zum vierten Mal die Spitze der deutschen Albumcharts. \| \| 15. April 2022 – 21. April 2022 1 Woche \| 1 \| Roy Bianco & Die Abbrunzati Boys \| Mille Grazie \| Die Schlager-Band steigt direkt mit ihrer ersten Chartplatzierung überhaupt auf Platz eins der deutschen Albumcharts ein. \| \| 22. April 2022 – 28. April 2022 1 Woche \| 1 \| Mike Singer \| Emotions \| Der Sänger erreicht bereits seine vierte Nummer-eins-Platzierung in den deutschen Albumcharts, nur fünf Jahre nach seinem ersten Nummer-eins-Album. \| \| 29. April 2022 – 5. Mai 2022 1 Woche \| 1 \| Sun Diego \| Yellow Bar Mitzvah \| Mit seinem dritten Studioalbum und seiner ersten Veröffentlichung seit fünf Jahren steht der Rapper, ehemals bekannt als SpongeBOZZ, zum zweiten Mal an der Spitze der deutschen Albumcharts sowie das erste Mal unter seinem Pseudonym Sun Diego. \| \| 6. Mai 2022 – 26. Mai 2022 3 Wochen (insgesamt 5) \| 5 \| Rammstein \| Zeit \| Ihr neuntes Studioalbum beschert der NDH-Band die bereits elfte Nummer-eins-Platzierung in den deutschen Albumcharts. Mit 160.000 verkauften Einheiten in der ersten Woche verzeichnet Zeit die erfolgreichste Debütwoche eines Albums seit ABBAs Voyage.[1] \| \| 27. Mai 2022 – 2. Juni 2022 1 Woche \| 1 \| Harry Styles \| Harry’s House \| Nach seiner ersten Nummer-eins-Single in Deutschland erreicht Styles nur zwei Monate später auch Platz eins der deutschen Albumcharts mit seinem dritten Studioalbum. \| \| 3. Juni 2022 – 9. Juni 2022 1 Woche \| 1 \| Die Toten Hosen \| Alles aus Liebe: 40 Jahre Die Toten Hosen \| Mit dem Best-of-Album zum 40-jährigen Bandbestehen schafft es die Band bereits zum 12. Mal auf Platz eins der deutschen Albumcharts, jedoch zum ersten Mal mit einer Kompilation. \| \| 10. Juni 2022 – 16. Juni 2022 1 Woche \| 1 \| SDP \| Ein gutes schlechtes Vorbild \| Drei Jahre nach ihrem ersten Nummer-eins-Album erklimmen die zwei Berliner zum zweiten Mal die Spitze der deutschen Albumcharts. \| \| 17. Juni 2022 – 23. Juni 2022 1 Woche \| 1 \| BTS \| Proof \| Nach ihrem Nummer-eins-Erfolg Map of the Soul: 7 im Jahr 2020 erreicht die südkoreanische Boygroup erstmals mit einer Kompilation die Spitze der deutschen Albumcharts. \| \| 24. Juni 2022 – 30. Juni 2022 1 Woche (insgesamt 5) \| 5 \| Rammstein \| Zeit \| – \| \| 1. Juli 2022 – 7. Juli 2022 1 Woche \| 1 \| Porcupine Tree \| Closure / Continuation \| 13 Jahre nach ihrer letzten Veröffentlichung erreicht die britische Rock-Band das erste Mal die Spitze der deutschen Albumcharts. \| \| 8. Juli 2022 – 14. Juli 2022 1 Woche (insgesamt 5) \| 5 \| Rammstein \| Zeit \| – \| \| 15. Juli 2022 – 21. Juli 2022 1 Woche \| 1 \| Powerwolf \| The Monumental Mass: A Cinematic Metal Event \| Die Liveveranstaltung beschert der Band die dritte Nummer-eins-Platzierung in den deutschen Albumcharts. \| \| 22. Juli 2022 – 28. Juli 2022 1 Woche \| 1 \| Capital Bra & Farid Bang \| Deutschrap brandneu \| Im Rahmen ihrer ersten Zusammenarbeit erreichen die beiden Rapper ihr fünftes bzw. siebtes Nummer-eins-Album in den deutschen Albumcharts. \| \| 29. Juli 2022 – 4. August 2022 1 Woche \| 1 \| Die Amigos \| Liebe siegt \| Auch das 27. Studioalbum des Schlager-Duos steigt auf Platz eins der deutschen Albumcharts ein. Für die beiden ist es das 14. Nummer-eins-Album insgesamt sowie bereits das neunte in Folge. \| \| 5. August 2022 – 11. August 2022 1 Woche \| 1 \| Andrea Berg \| Ich würd’s wieder tun \| Drei Jahre nach ihrem letzten Studioalbum erreicht die Schlagersängerin zum zwölften Mal insgesamt und mit ihrem zehnten Studioalbum in Folge die Spitze der deutschen Albumcharts. \| \| 12. August 2022 – 18. August 2022 1 Woche \| 1 \| Amon Amarth \| The Great Heathen Army \| Mit ihrem dritten Nummer-eins-Studioalbum in Folge steht die schwedische Death-Metal-Band zum insgesamt dritten Mal an der Spitze der deutschen Albumcharts. \| \| 19. August 2022 – 25. August 2022 1 Woche \| 1 \| Cro \| 11:11 \| Auch das fünfte Studioalbum des Rappers erreicht Platz eins der deutschen Albumcharts. Somit konnte er jedes seiner Studioalben auf Platz eins platzieren. \| \| 26. August 2022 – 1. September 2022 1 Woche \| 1 \| Giovanni Zarrella \| Per sempre \| Nur ein Jahr nach seinem ersten Nummer-eins-Erfolg schafft es der Sänger bereits zum zweiten Mal an die Spitze der deutschen Albumcharts. \| \| 2. September 2022 – 8. September 2022 1 Woche \| 1 \| Kontra K \| Für den Himmel durch die Hölle \| Der Rapper schafft es zum siebten Mal in sieben Jahren an die Spitze der deutschen Albumcharts. \| \| 9. September 2022 – 15. September 2022 1 Woche \| 1 \| Roland Kaiser \| Perspektiven \| 41 Jahre nach seinem letzten Nummer-eins-Album Dich zu lieben erreicht der Sänger zum zweiten Mal die Spitze der deutschen Albumcharts. \| \| 16. September 2022 – 22. September 2022 1 Woche \| 1 \| Bonez MC & RAF Camora \| Palmen aus Plastik 3 \| Auch mit der dritten Veröffentlichung ihrer Palmen-aus-Plastik-Reihe erreichen die beiden Rapper Nummer eins der deutschen Albumcharts. Für Bonez MC ist es die sechste Nummer-eins-Platzierung, für RAF Camora bereits die siebte. \| \| 23. September 2022 – 29. September 2022 1 Woche \| 1 \| Electric Callboy \| Tekkno \| Nach 12 Jahren als Eskimo Callboy und vier Top-20-Alben schafft es die Metalband aus dem Ruhrgebiet nach Namensänderung zum ersten Mal an die Spitze der deutschen Albumcharts. \| \| 30. September 2022 – 6. Oktober 2022 1 Woche \| 1 \| Kraftklub \| Kargo \| Auch mit ihrem vierten Studioalbum schafft es die Band insgesamt zum vierten Mal auf Platz eins der deutschen Albumcharts. Somit konnte sie jedes ihrer Studioalben an der Spitze der Charts positionieren. \| \| 7. Oktober 2022 – 13. Oktober 2022 1 Woche \| 1 \| Slipknot \| The End, So Far \| Erst das siebte Studioalbum beschert der Nu-Metal-Band die erste Nummer-eins-Platzierung in den deutschen Albumcharts. In ihrer 27-jährigen Musikkarriere konnten sie jedoch ihre vier vorangegangenen Alben auf Platz zwei platzieren. \| \| 14. Oktober 2022 – 20. Oktober 2022 1 Woche \| 1 \| Santiano \| Die Sehnsucht ist mein Steuermann – Das Beste aus 10 Jahren \| Mit ihrer ersten Kompilation zum zehnjährigen Bandbestehen erreicht die Band ihr siebtes Nummer-eins-Album in den deutschen Albumcharts. \| \| 21. Oktober 2022 – 27. Oktober 2022 1 Woche \| 1 \| Red Hot Chili Peppers \| Return of the Dream Canteen \| Gut ein halbes Jahr nach ihrem vorherigen Nummer-eins-Erfolg erreicht die Band bereits zum zweiten Mal die Spitze der Albumcharts im Jahr 2022 sowie zum fünften Mal insgesamt. \| \| 28. Oktober 2022 – 3. November 2022 1 Woche \| 1 \| Taylor Swift \| Midnights \| Nachdem sich bereits drei ihrer vorangegangenen Alben auf Rang zwei platzieren konnten, erreicht die Künstlerin schließlich mit ihrem zehnten Studioalbum das erste Mal Platz eins in den deutschen Albumcharts. \| \| 4. November 2022 – 10. November 2022 1 Woche (insgesamt 2 Mt. + 1) \| 2 Mt. + 1 \| The Beatles \| Revolver \| Das Album stand bereits 1966 an der Spitze der Charts. Auf der Wiederveröffentlichung von 2022 befindet sich umfangreiches unveröffentlichtes Material. \| \| 11. November 2022 – 17. November 2022 1 Woche \| 1 \| Johannes Oerding \| Plan A \| Drei Jahre nach seinem letzten Nummer-eins-Erfolg schafft es der Musiker zum zweiten Mal an die Spitze der deutschen Albumcharts. \| \| 18. November 2022 – 24. November 2022 1 Woche \| 1 \| Bruce Springsteen \| Only the Strong Survive \| Mit seinem 22. Studioalbum schafft es der Rockmusiker bereits zum zehnten Mal an die Spitze der deutschen Albumcharts. \| \| 25. November 2022 – 1. Dezember 2022 1 Woche (insgesamt 2) \| 2 \| Sarah Connor \| Not So Silent Night \| Die Rückkehr zur englischsprachigen Musik beschert der Sängerin ihr viertes Nummer-eins-Album in den deutschen Albumcharts. Zudem belegt sie das erste Mal die Spitze mit einem Weihnachtsalbum, Christmas in My Heart belegte im Jahr 2005 Platz sechs. \| \| 2. Dezember 2022 – 8. Dezember 2022 1 Woche (insgesamt 2) \| 2 \| Broilers \| Puro Amor \| – \| \| 9. Dezember 2022 – 15. Dezember 2022 1 Woche (insgesamt 2) \| 2 \| Sarah Connor \| Not So Silent Night \| – \| \| 16. Dezember 2022 – 22. Dezember 2022 1 Woche \| 1 \| Sido \| Paul \| Mit seinem neunten Studioalbum erreicht der Rapper insgesamt zum fünften Mal die Spitze der deutschen Albumcharts, davon zum vierten Mal als Solokünstler. \| \| 23. Dezember 2022 – 29. Dezember 2022 1 Woche \| 1 \| Udo Jürgens \| Da capo, Udo Jürgens – Stationen einer Weltkarriere \| Anlässlich seines achten Todestages erschien erstmals eine Zusammenstellung verschiedener Stationen seiner Karriere in Form von 61 Songs. Der Künstler erreicht damit zum ersten Mal posthum die Spitze der deutschen Albumcharts sowie zum vierten Mal insgesamt. \| \| 30. Dezember 2022 – 5. Januar 2023 1 Woche (insgesamt 5) \| 5 \| Michael Bublé \| Christmas \| – \| |                                            |                                            |                                                             | |
| ← 2021 |                                            |                                            |                                                             | → 2023 → |
| Zeitraum | Wo. ges.                                   | Interpret                                  | Titel                                                       | Zusätzliche Informationen |
| (Zeitraum, Wochen auf Platz eins, Interpret, Titel, zusätzliche Informationen) |                                            |                                            |                                                             | |
| 31. Dezember 2021 – 6. Januar 2022 1 Woche | 1                                          | Philipp Burger                             | Kontrollierte Anarchie                                      | Der Frontmann der Band Frei.Wild steht zum ersten Mal als Solokünstler an der Spitze der deutschen Albumcharts. |
| 7. Januar 2022 – 13. Januar 2022 1 Woche | 1                                          | Feuerschwanz                               | Memento mori                                                | Die Mittelalter-Rock- und Metal-Band erreicht zum ersten Mal Platz eins der deutschen Albumcharts. |
| 14. Januar 2022 – 20. Januar 2022 1 Woche | 1                                          | Daniela Alfinito                           | Löwenmut                                                    | Mit ihrem 10. Studioalbum erreicht die Sängerin zum vierten Mal in Folge und insgesamt die Spitze der deutschen Albumcharts. |
| 21. Januar 2022 – 27. Januar 2022 1 Woche | 1                                          | Gzuz                                       | Große Freiheit                                              | Der Rapper erreicht seine dritte Nummer-eins-Platzierung als Solokünstler in den deutschen Albumcharts, es ist seine vierte insgesamt. |
| 28. Januar 2022 – 3. Februar 2022 1 Woche | 1                                          | Billy Talent                               | Crisis of Faith                                             | Die Band steht zum vierten Mal an der Spitze der deutschen Albumcharts. |
| 4. Februar 2022 – 10. Februar 2022 1 Woche | 1                                          | Versengold                                 | Was kost die Welt                                           | Zuvor schaffte es die Bremer Band bereits auf Platz zwei, jedoch stehen sie nun zum ersten Mal an der Spitze der deutschen Albumcharts. |
| 11. Februar 2022 – 17. Februar 2022 1 Woche | 1                                          | Berliner Philharmoniker & John Williams    | The Berlin Concert                                          | Die Zusammenarbeit zwischen dem Berliner Sinfonieorchester und dem legendären Filmkomponisten beschert beiden Parteien die erste Nummer-eins-Platzierung in den deutschen Albumcharts.                                                                             |
| 18. Februar 2022 – 24. Februar 2022 1 Woche | 1                                          | Katja Krasavice                            | Pussy Power                                                 | Die Künstlerin platziert sich zum dritten Mal an der Spitze der deutschen Albumcharts, was zuvor keiner anderen Rapperin gelang. Somit erreichten alle ihrer Alben Platz eins.                                                                                     |
| 25. Februar 2022 – 3. März 2022 1 Woche | 1                                          | Finch                                      | Rummelbums                                                  | Nachdem sich Finch, damals noch als Finch Asozial bekannt, bereits drei Mal mit Platz zwei der Albumcharts geschlagen geben musste, erreicht der Rapper nun mit seinem dritten Studioalbum das erste Mal die Spitze der deutschen Albumcharts.                     |
| 4. März 2022 – 10. März 2022 1 Woche | 1                                          | Casper                                     | Alles war schön und nichts tat weh                          | Mit seinem fünften Studioalbum lässt der Rapper auch die Scorpions mit Rock Believer hinter sich und belegt zum fünften Mal Platz eins der deutschen Albumcharts.                                                                                                  |
| 11. März 2022 – 17. März 2022 1 Woche | 1                                          | Sabaton                                    | The War to End All Wars                                     | Die schwedische Heavy-Metal-Band erreicht nach The Great War (2019) ihren zweiten Nummer-eins-Erfolg in Folge. |
| 18. März 2022 – 24. März 2022 1 Woche | 1                                          | Ghost                                      | Impera                                                      | Bereits in der zweiten Woche in Folge steht eine schwedische Heavy-Metal-Band an der Spitze der deutschen Albumcharts. Für Ghost ist es die erste Nummer-eins-Platzierung in Deutschland.                                                                          |
| 25. März 2022 – 31. März 2022 1 Woche | 1                                          | Edo Saiya                                  | Polar                                                       | Mit seinem achten Studioalbum landet der Rapper zum ersten Mal an der Spitze der deutschen Albumcharts. |
| 1. April 2022 – 7. April 2022 1 Woche | 1                                          | Placebo                                    | Never Let Me Go                                             | Mit ihrer ersten Veröffentlichung seit neun Jahren erreicht die britische Band zum zweiten Mal die Spitze der deutschen Albumcharts. |
| 8. April 2022 – 14. April 2022 1 Woche | 1                                          | Red Hot Chili Peppers                      | Unlimited Love                                              | Mit ihrem zwölften Studioalbum belegt die US-amerikanische Rockband zum vierten Mal die Spitze der deutschen Albumcharts. |
| 15. April 2022 – 21. April 2022 1 Woche | 1                                          | Roy Bianco & Die Abbrunzati Boys           | Mille Grazie                                                | Die Schlager-Band steigt direkt mit ihrer ersten Chartplatzierung überhaupt auf Platz eins der deutschen Albumcharts ein. |
| 22. April 2022 – 28. April 2022 1 Woche | 1                                          | Mike Singer                                | Emotions                                                    | Der Sänger erreicht bereits seine vierte Nummer-eins-Platzierung in den deutschen Albumcharts, nur fünf Jahre nach seinem ersten Nummer-eins-Album. |
| 29. April 2022 – 5. Mai 2022 1 Woche | 1                                          | Sun Diego                                  | Yellow Bar Mitzvah                                          | Mit seinem dritten Studioalbum und seiner ersten Veröffentlichung seit fünf Jahren steht der Rapper, ehemals bekannt als SpongeBOZZ, zum zweiten Mal an der Spitze der deutschen Albumcharts sowie das erste Mal unter seinem Pseudonym Sun Diego.                 |
| 6. Mai 2022 – 26. Mai 2022 3 Wochen (insgesamt 5) | 5                                          | Rammstein                                  | Zeit                                                        | Ihr neuntes Studioalbum beschert der NDH-Band die bereits elfte Nummer-eins-Platzierung in den deutschen Albumcharts. Mit 160.000 verkauften Einheiten in der ersten Woche verzeichnet Zeit die erfolgreichste Debütwoche eines Albums seit ABBAs Voyage.          |
| 27. Mai 2022 – 2. Juni 2022 1 Woche | 1                                          | Harry Styles                               | Harry’s House                                               | Nach seiner ersten Nummer-eins-Single in Deutschland erreicht Styles nur zwei Monate später auch Platz eins der deutschen Albumcharts mit seinem dritten Studioalbum.                                                                                              |
| 3. Juni 2022 – 9. Juni 2022 1 Woche | 1                                          | Die Toten Hosen                            | Alles aus Liebe: 40 Jahre Die Toten Hosen                   | Mit dem Best-of-Album zum 40-jährigen Bandbestehen schafft es die Band bereits zum 12. Mal auf Platz eins der deutschen Albumcharts, jedoch zum ersten Mal mit einer Kompilation.                                                                                  |
| 10. Juni 2022 – 16. Juni 2022 1 Woche | 1                                          | SDP                                        | Ein gutes schlechtes Vorbild                                | Drei Jahre nach ihrem ersten Nummer-eins-Album erklimmen die zwei Berliner zum zweiten Mal die Spitze der deutschen Albumcharts. |
| 17. Juni 2022 – 23. Juni 2022 1 Woche | 1                                          | BTS                                        | Proof                                                       | Nach ihrem Nummer-eins-Erfolg Map of the Soul: 7 im Jahr 2020 erreicht die südkoreanische Boygroup erstmals mit einer Kompilation die Spitze der deutschen Albumcharts.                                                                                            |
| 24. Juni 2022 – 30. Juni 2022 1 Woche (insgesamt 5) | 5                                          | Rammstein                                  | Zeit                                                        | – |
| 1. Juli 2022 – 7. Juli 2022 1 Woche | 1                                          | Porcupine Tree                             | Closure / Continuation                                      | 13 Jahre nach ihrer letzten Veröffentlichung erreicht die britische Rock-Band das erste Mal die Spitze der deutschen Albumcharts. |
| 8. Juli 2022 – 14. Juli 2022 1 Woche (insgesamt 5) | 5                                          | Rammstein                                  | Zeit                                                        | – |
| 15. Juli 2022 – 21. Juli 2022 1 Woche | 1                                          | Powerwolf                                  | The Monumental Mass: A Cinematic Metal Event                | Die Liveveranstaltung beschert der Band die dritte Nummer-eins-Platzierung in den deutschen Albumcharts. |
| 22. Juli 2022 – 28. Juli 2022 1 Woche | 1                                          | Capital Bra & Farid Bang                   | Deutschrap brandneu                                         | Im Rahmen ihrer ersten Zusammenarbeit erreichen die beiden Rapper ihr fünftes bzw. siebtes Nummer-eins-Album in den deutschen Albumcharts. |
| 29. Juli 2022 – 4. August 2022 1 Woche | 1                                          | Die Amigos                                 | Liebe siegt                                                 | Auch das 27. Studioalbum des Schlager-Duos steigt auf Platz eins der deutschen Albumcharts ein. Für die beiden ist es das 14. Nummer-eins-Album insgesamt sowie bereits das neunte in Folge.                                                                       |
| 5. August 2022 – 11. August 2022 1 Woche | 1                                          | Andrea Berg                                | Ich würd’s wieder tun                                       | Drei Jahre nach ihrem letzten Studioalbum erreicht die Schlagersängerin zum zwölften Mal insgesamt und mit ihrem zehnten Studioalbum in Folge die Spitze der deutschen Albumcharts.                                                                                |
| 12. August 2022 – 18. August 2022 1 Woche | 1                                          | Amon Amarth                                | The Great Heathen Army                                      | Mit ihrem dritten Nummer-eins-Studioalbum in Folge steht die schwedische Death-Metal-Band zum insgesamt dritten Mal an der Spitze der deutschen Albumcharts. |
| 19. August 2022 – 25. August 2022 1 Woche | 1                                          | Cro                                        | 11:11                                                       | Auch das fünfte Studioalbum des Rappers erreicht Platz eins der deutschen Albumcharts. Somit konnte er jedes seiner Studioalben auf Platz eins platzieren. |
| 26. August 2022 – 1. September 2022 1 Woche | 1                                          | Giovanni Zarrella                          | Per sempre                                                  | Nur ein Jahr nach seinem ersten Nummer-eins-Erfolg schafft es der Sänger bereits zum zweiten Mal an die Spitze der deutschen Albumcharts. |
| 2. September 2022 – 8. September 2022 1 Woche | 1                                          | Kontra K                                   | Für den Himmel durch die Hölle                              | Der Rapper schafft es zum siebten Mal in sieben Jahren an die Spitze der deutschen Albumcharts. |
| 9. September 2022 – 15. September 2022 1 Woche | 1                                          | Roland Kaiser                              | Perspektiven                                                | 41 Jahre nach seinem letzten Nummer-eins-Album Dich zu lieben erreicht der Sänger zum zweiten Mal die Spitze der deutschen Albumcharts. |
| 16. September 2022 – 22. September 2022 1 Woche | 1                                          | Bonez MC & RAF Camora                      | Palmen aus Plastik 3                                        | Auch mit der dritten Veröffentlichung ihrer Palmen-aus-Plastik-Reihe erreichen die beiden Rapper Nummer eins der deutschen Albumcharts. Für Bonez MC ist es die sechste Nummer-eins-Platzierung, für RAF Camora bereits die siebte.                                |
| 23. September 2022 – 29. September 2022 1 Woche | 1                                          | Electric Callboy                           | Tekkno                                                      | Nach 12 Jahren als Eskimo Callboy und vier Top-20-Alben schafft es die Metalband aus dem Ruhrgebiet nach Namensänderung zum ersten Mal an die Spitze der deutschen Albumcharts.                                                                                    |
| 30. September 2022 – 6. Oktober 2022 1 Woche | 1                                          | Kraftklub                                  | Kargo                                                       | Auch mit ihrem vierten Studioalbum schafft es die Band insgesamt zum vierten Mal auf Platz eins der deutschen Albumcharts. Somit konnte sie jedes ihrer Studioalben an der Spitze der Charts positionieren.                                                        |
| 7. Oktober 2022 – 13. Oktober 2022 1 Woche | 1                                          | Slipknot                                   | The End, So Far                                             | Erst das siebte Studioalbum beschert der Nu-Metal-Band die erste Nummer-eins-Platzierung in den deutschen Albumcharts. In ihrer 27-jährigen Musikkarriere konnten sie jedoch ihre vier vorangegangenen Alben auf Platz zwei platzieren.                            |
| 14. Oktober 2022 – 20. Oktober 2022 1 Woche | 1                                          | Santiano                                   | Die Sehnsucht ist mein Steuermann – Das Beste aus 10 Jahren | Mit ihrer ersten Kompilation zum zehnjährigen Bandbestehen erreicht die Band ihr siebtes Nummer-eins-Album in den deutschen Albumcharts. |
| 21. Oktober 2022 – 27. Oktober 2022 1 Woche | 1                                          | Red Hot Chili Peppers                      | Return of the Dream Canteen                                 | Gut ein halbes Jahr nach ihrem vorherigen Nummer-eins-Erfolg erreicht die Band bereits zum zweiten Mal die Spitze der Albumcharts im Jahr 2022 sowie zum fünften Mal insgesamt.                                                                                    |
| 28. Oktober 2022 – 3. November 2022 1 Woche | 1                                          | Taylor Swift                               | Midnights                                                   | Nachdem sich bereits drei ihrer vorangegangenen Alben auf Rang zwei platzieren konnten, erreicht die Künstlerin schließlich mit ihrem zehnten Studioalbum das erste Mal Platz eins in den deutschen Albumcharts.                                                   |
| 4. November 2022 – 10. November 2022 1 Woche (insgesamt 2 Mt. + 1) | 2 Mt. + 1                                  | The Beatles                                | Revolver                                                    | Das Album stand bereits 1966 an der Spitze der Charts. Auf der Wiederveröffentlichung von 2022 befindet sich umfangreiches unveröffentlichtes Material. |
| 11. November 2022 – 17. November 2022 1 Woche | 1                                          | Johannes Oerding                           | Plan A                                                      | Drei Jahre nach seinem letzten Nummer-eins-Erfolg schafft es der Musiker zum zweiten Mal an die Spitze der deutschen Albumcharts. |
| 18. November 2022 – 24. November 2022 1 Woche | 1                                          | Bruce Springsteen                          | Only the Strong Survive                                     | Mit seinem 22. Studioalbum schafft es der Rockmusiker bereits zum zehnten Mal an die Spitze der deutschen Albumcharts. |
| 25. November 2022 – 1. Dezember 2022 1 Woche (insgesamt 2) | 2                                          | Sarah Connor                               | Not So Silent Night                                         | Die Rückkehr zur englischsprachigen Musik beschert der Sängerin ihr viertes Nummer-eins-Album in den deutschen Albumcharts. Zudem belegt sie das erste Mal die Spitze mit einem Weihnachtsalbum, Christmas in My Heart belegte im Jahr 2005 Platz sechs.           |
| 2. Dezember 2022 – 8. Dezember 2022 1 Woche (insgesamt 2) | 2                                          | Broilers                                   | Puro Amor                                                   | – |
| 9. Dezember 2022 – 15. Dezember 2022 1 Woche (insgesamt 2) | 2                                          | Sarah Connor                               | Not So Silent Night                                         | – |
| 16. Dezember 2022 – 22. Dezember 2022 1 Woche | 1                                          | Sido                                       | Paul                                                        | Mit seinem neunten Studioalbum erreicht der Rapper insgesamt zum fünften Mal die Spitze der deutschen Albumcharts, davon zum vierten Mal als Solokünstler. |
| 23. Dezember 2022 – 29. Dezember 2022 1 Woche | 1                                          | Udo Jürgens                                | Da capo, Udo Jürgens – Stationen einer Weltkarriere         | Anlässlich seines achten Todestages erschien erstmals eine Zusammenstellung verschiedener Stationen seiner Karriere in Form von 61 Songs. Der Künstler erreicht damit zum ersten Mal posthum die Spitze der deutschen Albumcharts sowie zum vierten Mal insgesamt. |
| 30. Dezember 2022 – 5. Januar 2023 1 Woche (insgesamt 5) | 5                                          | Michael Bublé                              | Christmas                                                   | – |

## Jahreshitparaden
| ← 2021 ← | Liste der Jahres-Nummer-eins-Hits in Deutschland | Liste der Jahres-Nummer-eins-Hits in Deutschland          | Liste der Jahres-Nummer-eins-Hits in Deutschland | 2023 →   |
| \| Singles \| Position# \| Alben \| \| ----------------------------------------------------------------------------------------------------------------------------------------------------------------------------------------------- \| --------- \| --------------------------------------------------------- \| \| Layla DJ Robin & Schürze Robin Leutner, Michael Müller \| 1 \| Zeit Rammstein \| \| Heat Waves Glass Animals Dave Bayley \| 2 \| Rausch Helene Fischer \| \| Beautiful Girl Luciano Gennaro Frenken, Patrick Großmann, Dennis Atuahene Opoku \| 3 \| Voyage Abba \| \| Abcdefu Gayle Sara Elizabeth Davis, David Bruce Pittenger, Taylor Gayle Rutherfurd \| 4 \| Midnights Taylor Swift \| \| Shivers Ed Sheeran Edward Sheeran, Steve McCutcheon, Kal Lavelle, John McDaid \| 5 \| Harry’s House Harry Styles \| \| As It Was Harry Styles , Thomas Hull, Tyler Johnson \| 6 \| Alles aus Liebe: 40 Jahre Die Toten Hosen Die Toten Hosen \| \| Where Are You Now Lost Frequencies feat. Calum Scott Felix Safran De Laet, Sebastian Arman, Joacim Bo Persson, Dag Daniel Osmund Lundberg, Michael Patrick Kelly \| 7 \| Für den Himmel durch die Hölle Kontra K \| \| Sehnsucht Miksu/Macloud & T-Low Barsky, Laurin Auth, Joshua Allery, Sizzy, Thilo Panje \| 8 \| = Ed Sheeran \| \| Cold Heart (Pnau Remix) Elton John & Dua Lipa Dean John Meredith, Andrew John Meecham, Elton John, Bernard J. P. Taupin, Nicholas George Littlemore, Peter Bruce Mayes, Samuel David Littlemore \| 9 \| Perspektiven Roland Kaiser \| \| Wildberry Lillet Nina Chuba Wanja Bierbaum, Justin Fröhlich, Yannick Johannknecht, Nina Katrin Kaiser \| 10 \| 30 Adele \| |                                                  |                                                           |                                                  |          |
| ← 2021 |                                                  |                                                           |                                                  | → 2023 → |
| Singles | Position#                                        | Alben                                                     |                                                  |          |
| Layla DJ Robin & Schürze Robin Leutner, Michael Müller | 1                                                | Zeit Rammstein                                            |                                                  |          |
| Heat Waves Glass Animals Dave Bayley | 2                                                | Rausch Helene Fischer                                     |                                                  |          |
| Beautiful Girl Luciano Gennaro Frenken, Patrick Großmann, Dennis Atuahene Opoku | 3                                                | Voyage Abba                                               |                                                  |          |
| Abcdefu Gayle Sara Elizabeth Davis, David Bruce Pittenger, Taylor Gayle Rutherfurd | 4                                                | Midnights Taylor Swift                                    |                                                  |          |
| Shivers Ed Sheeran Edward Sheeran, Steve McCutcheon, Kal Lavelle, John McDaid | 5                                                | Harry’s House Harry Styles                                |                                                  |          |
| As It Was Harry Styles , Thomas Hull, Tyler Johnson | 6                                                | Alles aus Liebe: 40 Jahre Die Toten Hosen Die Toten Hosen |                                                  |          |
| Where Are You Now Lost Frequencies feat. Calum Scott Felix Safran De Laet, Sebastian Arman, Joacim Bo Persson, Dag Daniel Osmund Lundberg, Michael Patrick Kelly | 7                                                | Für den Himmel durch die Hölle Kontra K                   |                                                  |          |
| Sehnsucht Miksu/Macloud & T-Low Barsky, Laurin Auth, Joshua Allery, Sizzy, Thilo Panje | 8                                                | = Ed Sheeran                                              |                                                  |          |
| Cold Heart (Pnau Remix) Elton John & Dua Lipa Dean John Meredith, Andrew John Meecham, Elton John, Bernard J. P. Taupin, Nicholas George Littlemore, Peter Bruce Mayes, Samuel David Littlemore | 9                                                | Perspektiven Roland Kaiser                                |                                                  |          |
| Wildberry Lillet Nina Chuba Wanja Bierbaum, Justin Fröhlich, Yannick Johannknecht, Nina Katrin Kaiser | 10                                               | 30 Adele                                                  |                                                  |          |